# (4815) Anders
(4815) Anders es un asteroide perteneciente al cinturón de asteroides, descubierto el 2 de marzo de 1981 por Schelte John Bus desde el Observatorio de Siding Spring, Nueva Gales del Sur, Australia.

## Designación y nombre
Designado provisionalmente como 1981 EA28. Fue nombrado Anders en honor al profesor emérito Edward Anders de la Universidad de Chicago, realizó muchas contribuciones al campo de meteoritos. Su trabajo resolvió la evidencia preliminar de que los meteoritos se derivan de asteroides en lugar de un planeta más grande y fragmentado que los meteoritos orgánicos son de origen abiótico.

## Características orbitales
Anders está situado a una distancia media del Sol de 2,359 ua, pudiendo alejarse hasta 2,680 ua y acercarse hasta 2,038 ua. Su excentricidad es 0,136 y la inclinación orbital 7,560 grados. Emplea 1323 días en completar una órbita alrededor del Sol.

## Características físicas
La magnitud absoluta de Anders es 13,8. Tiene 4,172 km de diámetro y su albedo se estima en 0,336.